# Communauté des Villes Ariane
Die Communauté des Villes Ariane (CVA, englischer Name: Community of Ariane Cities, deutsche Übersetzung: Gemeinschaft der Ariane-Städte) ist die Gemeinschaft der in Europa und Französisch-Guyana an der Ariane-Produktion beteiligten Standorte. Dabei bilden die jeweilige Stadt und das ansässige Industrieunternehmen eine Allianz. Die Städtepartnerschaft wurde am 17. Juli 1998 gegründet, um die wirtschaftliche, kulturelle und pädagogische Entwicklung der beteiligten Städte zu fördern. Die Stadtverwaltungen sollen stärker einbezogen werden, die Zusammenarbeit zwischen den Städten wachsen, und die Öffentlichkeitsarbeit für die Raumfahrt zu stärken: Die Projekte sollen für die Bürger transparent werden und der Nachwuchs an die Thematik herangeführt werden. Dazu spielt der Jugendaustausch eine wichtige Rolle.
Präsident 2005/2006 ist Joan Clos, Bürgermeister von Barcelona. Die Zentrale der CVA befindet sich in Évry in Frankreich.

## Beteiligte Städte

### Deutschland
- Bremen
- Lampoldshausen bei Heilbronn
- Augsburg
- Ottobrunn / Taufkirchen

### Belgien
- Charleroi
- Liège

### Frankreich
- Toulouse
- Bordeaux
- Évry / Courcouronnes
- Les Mureaux
- Vernon
- Mülhausen
- Kourou (Französisch-Guyana)

### Italien
- Turin
- Colleferro

### Spanien
- Barcelona

## Beteiligte Unternehmen und Verbände
- Avio
- Alcatel
- Arianespace
- EADS Space Transportation (Bremen und Ottobrunn)
- CCIG
- Clemessy
- CNES
- European Space Agency (ESA)
- GTD (Spanien)
- MT Aerospace AG (ehemals MAN Technologie; Augsburg)
- Snecma (Bordeaux und Vernon)
- Techspace Aero